# Bernard Leach
Bernard Leach, född 1887, död 1979, var en brittisk keramiker.
Leach vistades 1909-1920 och 1934 i Japan, där han lärde sig framställa raku och temmokukeramik. 1920 startade han en keramisk verkstad i Saint Ives med tillverkning av i första hans husgeråd. Leach tillverkade främst skålar och vaser i stengods efter japanska och kinesiska förebilder.